# Mineirinho
El Mineirinho, oficialmente Estadio Jornalista Felippe Drummond, es una arena deportiva ubicada en Belo Horizonte, Brasil. Se utiliza principalmente para la práctica del baloncesto, voleibol y futsal. La capacidad del estadio es de 25 000 personas y fue construido en 1980. El apodo (pequeño mineiro) se debe a que se encuentra cerca del Estadio Mineirão (grande mineiro). 
El estadio también se utiliza para conciertos de música, y ha albergado a artistas como RBD, Scorpions, High School Musical Ice Tour, Green Day, Xuxa, Roberto Carlos y el espectáculo Disney On Ice.

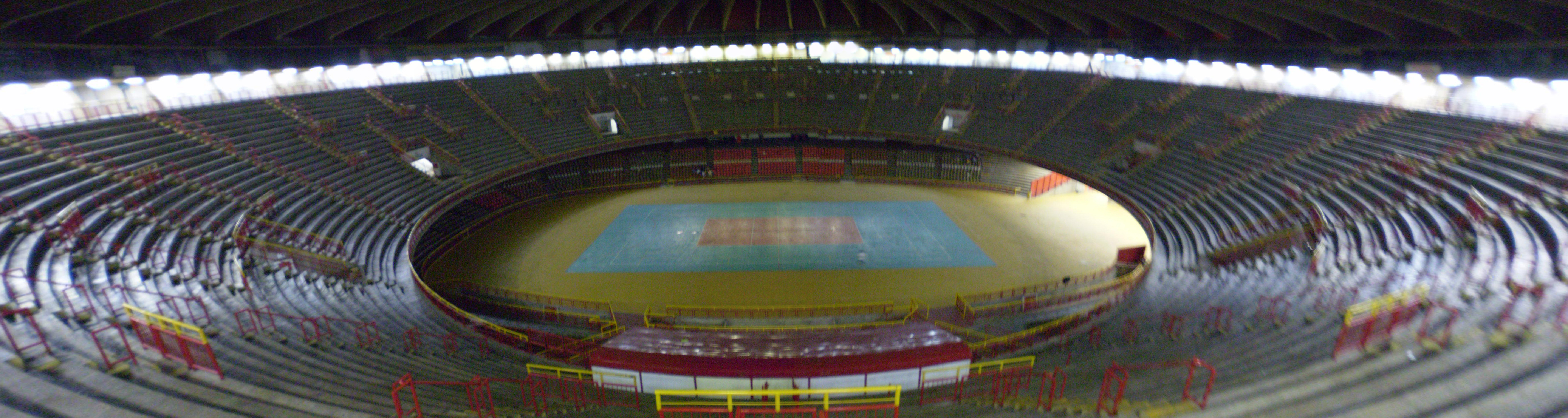
Panorámica interior do Mineirinho.